# مادونا والطفل مع الكتاب
لوحة "السيدة العذراء والطفل" أو مادونا والطفل مع الكتاب هي لوحة زيتية على الخشب للفنان الإيطالي رافائيل من عصر النهضة العالي، نُفِّذت حوالي عام 1503. وهي معروضة في متحف نورتون سايمون في باسادينا، كاليفورنيا.

## تفاصيل اللوحة
اللوحة تُظهر العذراء مريم تحمل الطفل يسوع، وهو موضوع شائع في الفن الديني خلال عصر النهضة.
تتميز بأسلوب ناعم ورقيق، مع لمسات من الواقعية والتوازن الذي اشتهر به رافائيل.
يعكس العمل التأثير القوي لليوناردو دا فينشي، خاصة في استخدام الضوء والتظليل (السفوماتو) لمنح الأشكال مظهرًا طبيعيًا ثلاثي الأبعاد.
الخلفية هادئة وغير معقدة، مما يركز الانتباه على الشخصيتين الرئيسيتين في اللوحة.

## ملحوظات
1. 1 2 3   https://www.nortonsimon.org/art/detail/M.1972.2.P. {{استشهاد ويب}}: |url= بحاجة لعنوان (مساعدة) والوسيط |title= غير موجود أو فارغ (من ويكي بيانات) (مساعدة)
2. ↑  nortonsimon 2012.